# Judit och hennes tjänarinna med Holofernes huvud
Judit och hennes tjänarinna med Holofernes huvud är en oljemålning av den italienska barockkonstnären Artemisia Gentileschi. Målningen dateras till 1639–1640 och är sedan 2022 utställd på Nasjonalmuseet i Oslo. Den är signeras på svärdsklingan som Judit håller i handen. Möjligen är Judit ett självporträtt.
Konstnären utförde flera målningar med detta motiv, till exempel den version som idag finns på Palazzo Pitti och som målades på 1610-talet (se bildgalleri). Mest berömda är Judit och Holofernes, det vill säga de två versioner som skildrar själva halshuggningen och som är utställda på Museo di Capodimonte och Uffizierna. Nasjonalmuseet äger även en liknande tavla med samma namn som inte kan attribueras med säkerhet. De flesta konsthistoriker daterar den till cirka 1608–1612 och tillskriver den till fadern Orazio Gentileschi. I sin attribuering öppnar Nasjonalmuseet för att Artemisia Gentileschi kan ha bistått fadern.
Berättelsen om Judit och Holofernes återfinns i Judits bok som ingår i Tillägg till Gamla Testamentet. Där berättas om en judisk kvinna som räddar sin belägrade stad Betylua genom att förföra och sedan döda den assyriske härföraren Holofernes. Till sin hjälp har hon endast en tjänarinna vars namn ibland uppges vara Abra.  
Gentileschi gick i lära hos sin far som var en caravaggist. Deras stil kännetecknas av dramatiska och realistiska kompositioner och så kallad chiaroscuro, det vill säga målning med starka kontraster mellan ljus och mörker. Hennes tavlor har ofta tolkats i ljuset av hennes kamp mot orättvisor som kvinnlig konstnär och framför allt den våldtäkt hon utsattes för av Agostino Tassi 1611 när hon var 17 år. Hon är mest känd för sina skildringar av Judit och Holofernes men målade också andra kvinnliga personligheter från Bibeln, helgonlegender ochgrekisk-romersk mytologi, till exempel Susanna, Batseba, Maria Magdalena och Katarina av Alexandria. 

## Bildgalleri
| Bild | Titel | År                | Storlek (cm) | teknik      | Museum                              | Ort     |
| ---- | --- | ----------------- | ------------ | ----------- | ----------------------------------- | ------- |
|      | Judit og tjenestekvinnen med Holofernes' hode (attribueras Orazio Gentileschi)                            | 1608–1612 (cirka) | 136 x 160    | olja på duk | Nasjonalmuseet                      | Oslo    |
|      | Judit och hennes tjänarinna (Giuditta e la sua ancella)                                                   | 1610–1620 (cirka) | 114 x 94     | olja på duk | Palazzo Pitti                       | Florens |
|      | Judit och hennes tjänarinna med Holofernes huvud (Judith and Her Maidservant with the Head of Holofernes) | 1623–1625 (cirka) | 187 x 142    | olja på duk | Detroit Institute of Arts           | Detroit |
|      | Judit og tjenestekvinnen med Holofernes' hode                                                             | 1639 eller 1640   | 73,2 x 92,5  | olja på duk | Nasjonalmuseet                      | Oslo    |
|      | Judit och tjännarinan Abra med Holofernes huvud (Giuditta e la fantesca Abra con la testa di Oloferne)    | 1645–1650 cirka   | 272 x 221    | olja på duk | Museo di Capodimonte                | Neapel  |
|      | Judit och hennes tjänarinna med Holofernes huvud                                                          | 1645–1650 cirka   | 235 x 172 cm |             | Musée des Explorations du monde(fr) | Cannes  |